# 7月4日
7月4日（しちがつよっか）は、グレゴリオ暦で年始から185日目（閏年では186日目）にあたり、年末まではあと180日ある。

## できごと

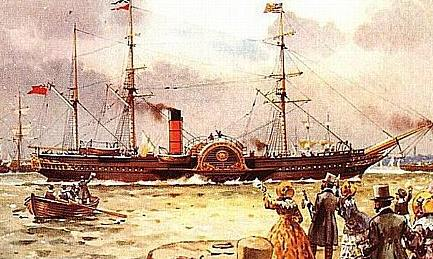
蒸気船ブリタニア就航(1840)

- 993年 - 聖ウルリッヒ（英語版）が列聖される。
- 1054年 - この日から数ケ月にわたり超新星SN 1054が観測され、日中でも確認できるほどの光を放つ。その残滓が現在のかに星雲[1]。
- 1187年 - ヒッティーンの戦い。サラーフッディーンによりエルサレム王国の十字軍が壊滅。
- 1333年（正慶2年/元弘3年5月22日） - 鎌倉幕府が滅亡。新田義貞が鎌倉に攻め込み北条高時ら一族約800人が自刃（東勝寺合戦）。
- 1336年（建武3年5月25日） - 湊川の戦いが行われる。
- 1456年 - オスマン・ハンガリー戦争: ベオグラード攻城戦が始まる。
- 1635年（寛永12年5月20日） - 江戸幕府が第3次鎖国令を発布。日本人の東南アジア方面への海外渡航・渡航者の帰国・長崎以外への外国商船入港を禁止。
- 1776年 - アメリカ独立宣言公布。アメリカ合衆国がイギリスからの独立を宣言。1783年に承認される。
- 1782年 - 第2代シェルバーン伯ウィリアム・ペティがイギリスの14代首相に就任。
- 1802年 - ニューヨーク州ウェストポイントにアメリカ合衆国陸軍士官学校開校[2]。
- 1817年 - 米国でエリー運河建設開始。
- 1834年 - ウィスコンシン準州から分離してアイオワ準州を設置。
- 1840年 - キュナード・ラインの客船ブリタニアが就役。
- 1862年 - チャールズ・ラトウィッジ・ドジソン（ルイス・キャロル）がヘンリー・ジョージ・リデルの娘3人と川遊びをする。その時にリデルの次女アリスの求めに応じドジソンの話した話が、後に手書き本『地下の国のアリス』（『不思議の国のアリス』の原型）となる。
- 1863年 - 南北戦争: 南軍の降伏によりビックスバーグの包囲戦が終結。
- 1865年 - ルイス・キャロルの『不思議の国のアリス』が刊行される[3]。
- 1868年（明治元年5月15日） - 戊辰戦争: 上野戦争。
- 1872年（明治5年5月29日） - 東京師範学校設置。
- 1892年 - 国際日付変更線が西サモアの東から西へ変更される。この年の西サモアでは7月4日が2日間続いた。
- 1894年 - サンフォード・ドールがハワイ共和国の建国を宣言。
- 1910年 - 第二次日露協約調印。日露両国の満洲での権益の確保を確認。
- 1918年 - メフメト6世がオスマン帝国の皇帝に即位。
- 1919年 - ジャック・デンプシーがボクシング世界ヘビー級王者ジェス・ウィラードを3ラウンドTKOで破る（トレドの惨劇）。
- 1927年 - インドネシアでスカルノらがインドネシア国民党を結成する。
- 1927年 - ロッキード ベガが初飛行。
- 1934年 - ヘビー級プロボクサージョー・ルイスがプロデビュー。
- 1939年 - 米大リーグでニューヨーク・ヤンキースルー・ゲーリッグの引退試合。
- 1941年 - 帝都高速度交通営団設立。9月1日に営業開始。
- 1945年 - 太平洋戦争。米軍による高松、徳島、高知の各市に対する無差別爆撃[4]。
- 1946年 - 第三次フィリピン共和国がアメリカ合衆国より独立。
- 1946年 - ポーランドのキェルツェでホロコースト生還者へのポグロムが起こる。キェルツェ・ポグロム（英語版）。
- 1949年 - 国鉄が第一次人員整理30,700人を発表。国鉄三大ミステリー事件の引き金とされる。
- 1949年 - 物価統制令・銀行法違反の容疑で金融業「光クラブ」を手入れ。経営者の山崎晃嗣を逮捕。
- 1950年 - 結社の自由及び団結権の保護に関する条約（ILO87号条約）が発効。日本に対する発効日は1966年6月14日。
- 1950年 - 新潟県堀之内町（現在の魚沼市）の魚野川で渡し舟が転覆。学生ら20人以上が投げ出され5人が死亡[5]。
- 1951年 - 第1回プロ野球オールスターゲームが開催される（阪神甲子園球場）。第1戦はオール・セントラルが2-1で勝ち、川上哲治（巨人）がMVP。
- 1954年 - サッカー・ワールドカップで、西ドイツがハンガリーを3-2で下し初優勝。
- 1954年 - オハイオ州クリーブランドで、のちにドラマ『逃亡者』の原案となる、シェパード夫人殺害事件。
- 1965年 - 2年前に発生した吉展ちゃん誘拐事件の犯人が営利誘拐罪と恐喝罪容疑で逮捕。
- 1965年 - 第7回参議院議員通常選挙。
- 1966年 - 新東京国際空港の建設予定地を千葉県成田市三里塚の宮内庁下総御料牧場付近とすることを閣議決定（s:新東京国際空港の位置及び規模について）。
- 1967年 - 首都高速都心環状線が全通。
- 1971年 - 濃霧の熊野灘で海難事故が続出。貨物船同士の衝突7件、沈没2隻。一連の事故の死者・行方不明者は11人。これとは別に姫路港と小豆島を結ぶフェリーと貨物船が家島沖合で衝突、乗客12人が重軽傷[6]。
- 1973年 - カリブ共同体が設立される。
- 1976年 - 山口県柳井市との瀬戸内海の屋代島を結ぶ大島大橋が開通。
- 1984年 - 外相の安倍晋太郎が外務省に、中国人・韓国人の名前を現地読みにするよう指示[7]。
- 1984年 - リチャード・ペティがNASCAR初の200勝を達成。
- 1987年 - フランスで、「リヨンの虐殺者」と呼ばれた元ナチス親衛隊大尉・クラウス・バルビーに対し終身禁固刑の判決。
- 1987年 - NHKが衛星第1テレビで世界初の衛星テレビの24時間放送を開始[7][8]。
- 1987年 - 自民党の竹下登幹事長が経世会（竹下派）を発足。
- 1991年 - 「T-2ブルーインパルス」2機が宮城県金華山沖に墜落[9]。
- 1993年 - 愛媛県新居浜市の住友化学工業愛媛工場で爆発事故。1人死亡。
- 1997年 - アメリカの火星探査機「マーズ・パスファインダー」が火星に着陸。
- 1998年 - 日本初の火星探査機「のぞみ」が打ち上げられる。
- 2000年 - 第二次森喜朗内閣が発足。
- 2000年 - 「T-4ブルーインパルス」2機が宮城県牡鹿半島山中に墜落[10]。
- 2004年 - ニューヨークのワールドトレードセンター跡地で1 ワールドトレードセンターの起工式。
- 2004年 - ユーロ2004でギリシャが開催国のポルトガルを1対0で破り優勝。
- 2005年 - アメリカの彗星探査機「ディープ・インパクト」が発射した衝突体がテンペル第1彗星に衝突。
- 2007年 - グアテマラシティで開かれていた第119次IOC総会において2014年冬季オリンピックの開催地がロシアのソチに決定。
- 2009年 - アメリカ同時多発テロ事件以来中止されていた自由の女神像の展望台の一般公開が再開された[11]。
- 2010年 - 全国の日本放送協会（NHK）と民放で全国一斉地デジ化テストが午後5時59分から1分間同時放送される[12]。
- 2012年 - 欧州原子核研究機構が「新しい粒子（ヒッグス粒子）」の存在を確認したと発表。
- 2018年 - 米国・エゼル・アヴィエーション社所有の、現存する唯一のF3A コルセア戦闘機が1944年の墜落以来、実に74年ぶりに飛行した。
- 2018年 - 文部科学省の私立大学支援事業にからみ、有利な取り計らいをする見返りに、我が子を入試で合格させてもらったとして、文科省科学技術・学術政策局長が受託収賄容疑で逮捕される[13]。
- 2020年 - 3日夜から4日にかけて熊本県で線状降水帯が発生し豪雨に見舞われる。球磨川が氾濫したほか土砂崩れが多発。九州5県で災害関連死2人を含む79人が亡くなった[14]。
- 2022年 - アメリカのイリノイ州で、独立記念日祝賀パレードを標的としたハイランド・パーク銃乱射事件が発生。7人が死亡[15]。
- 2023年 - 中国とロシアが主導する「上海協力機構」の首脳会議がオンラインで行われ、イランの正式加盟が承認された[16]。
- 2024年 - 東証株価指数（TOPIX）が34年ぶりに史上最高値を更新した[17]。
- 2024年 - 2024年イギリス総選挙が行われる。

## 誕生日

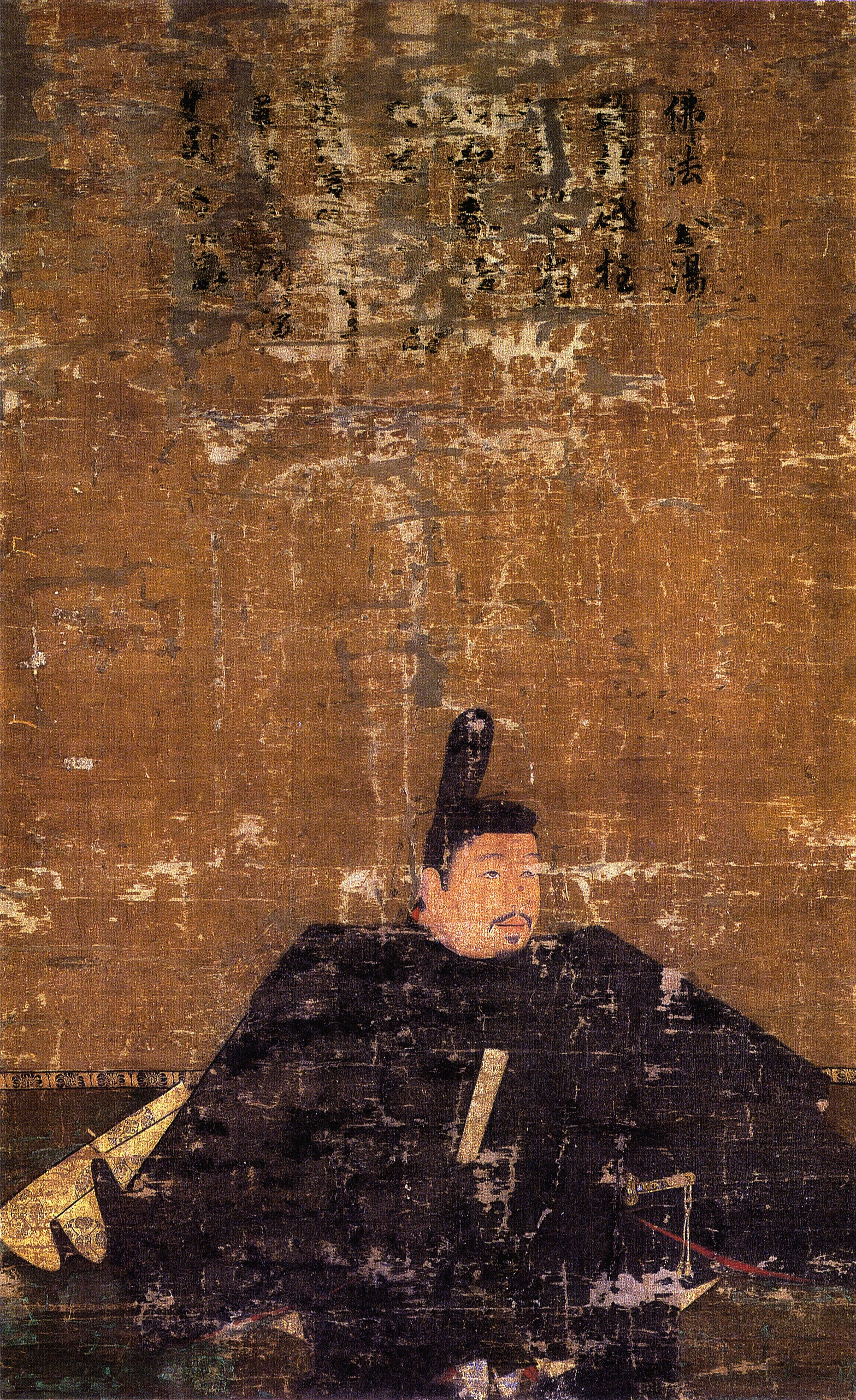
室町幕府第2代将軍、足利義詮(1330-1367)誕生

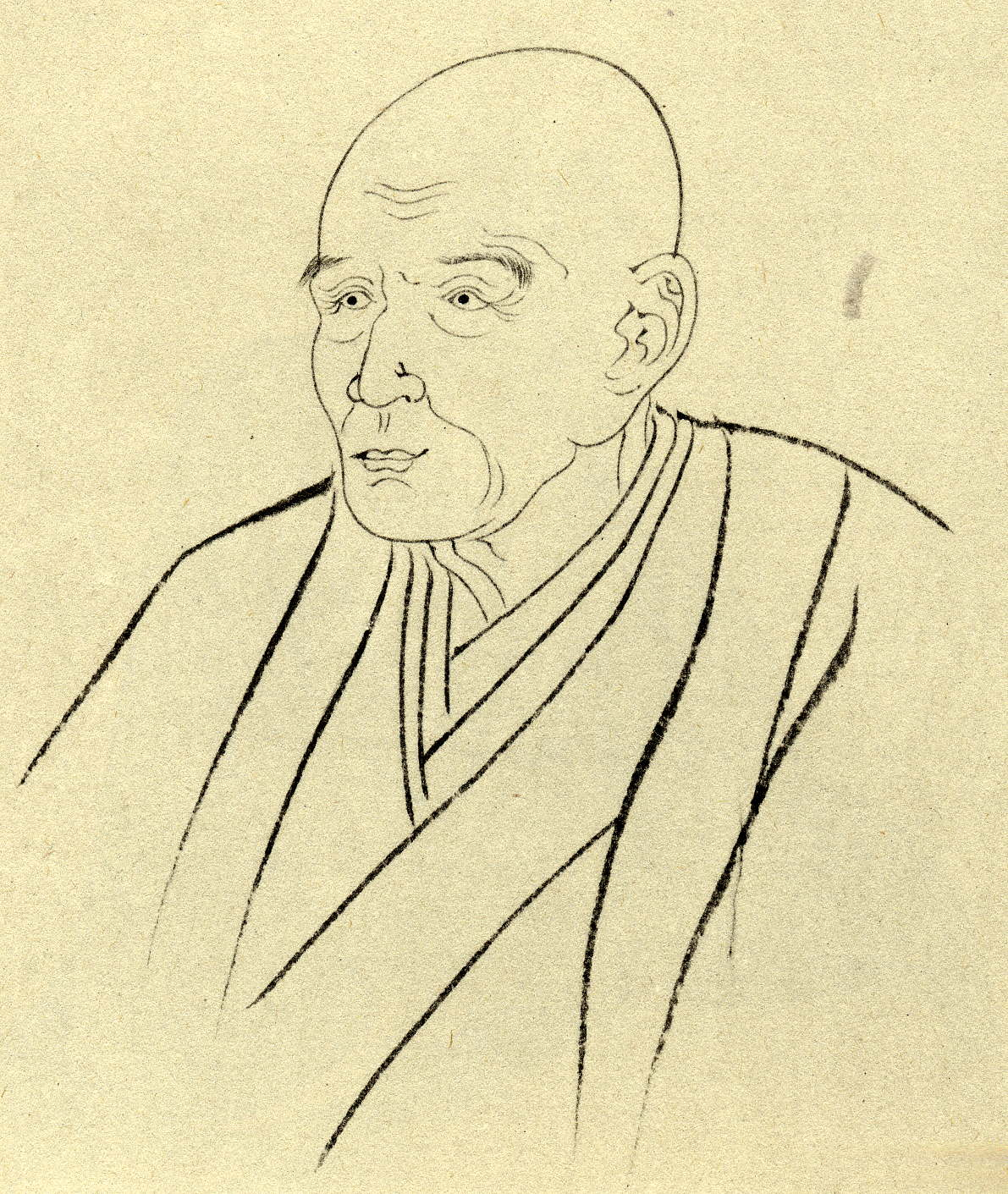
読本作者、曲亭馬琴(1767-1848)誕生。日本初の職業作家ともされる。

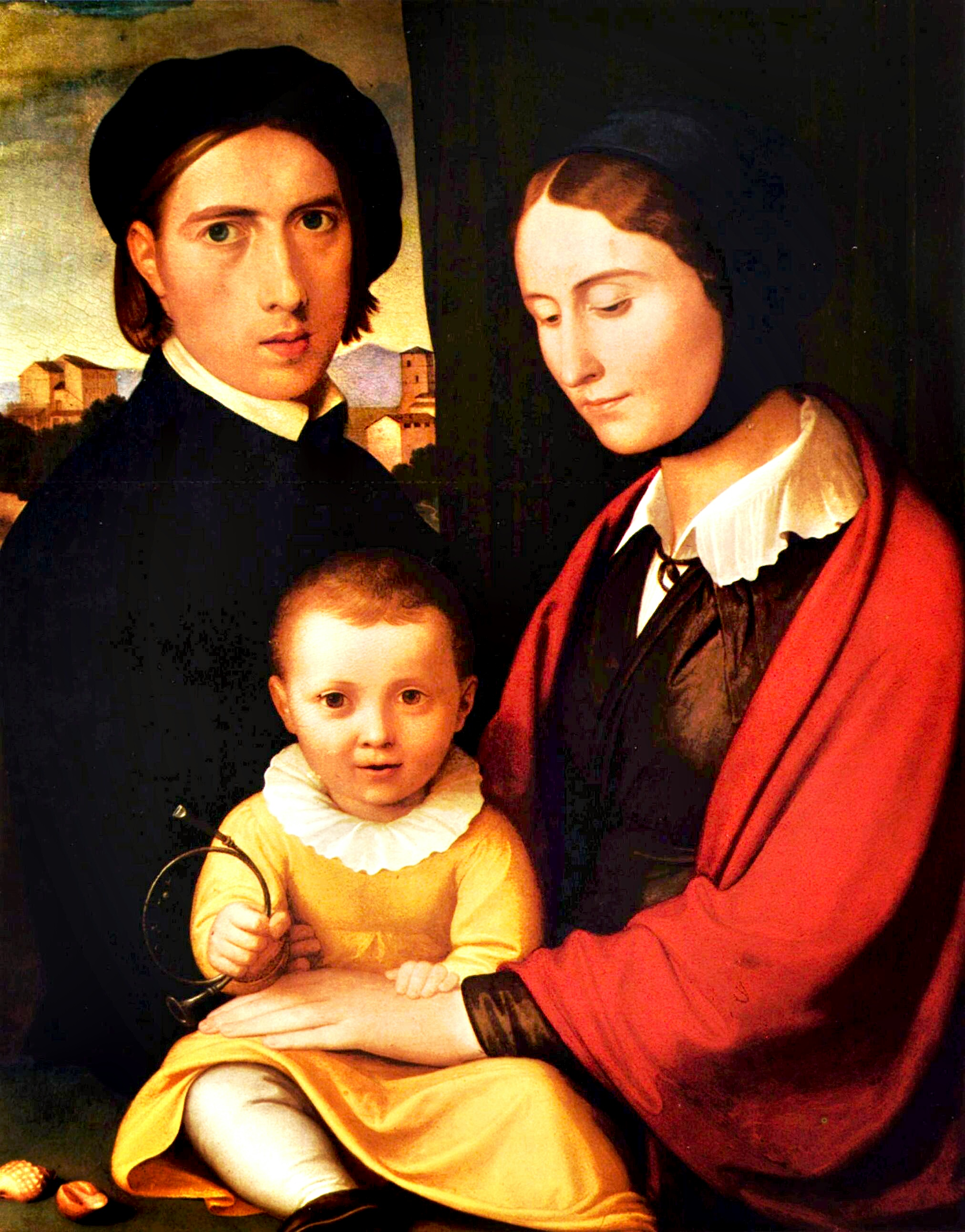
ナザレ派の画家ヨハン・フリードリヒ・オーファーベック(1789-1869)誕生

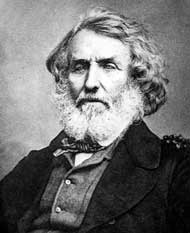
探検家ジョージ・エベレスト(1790-1866)。エベレスト山に名が残る

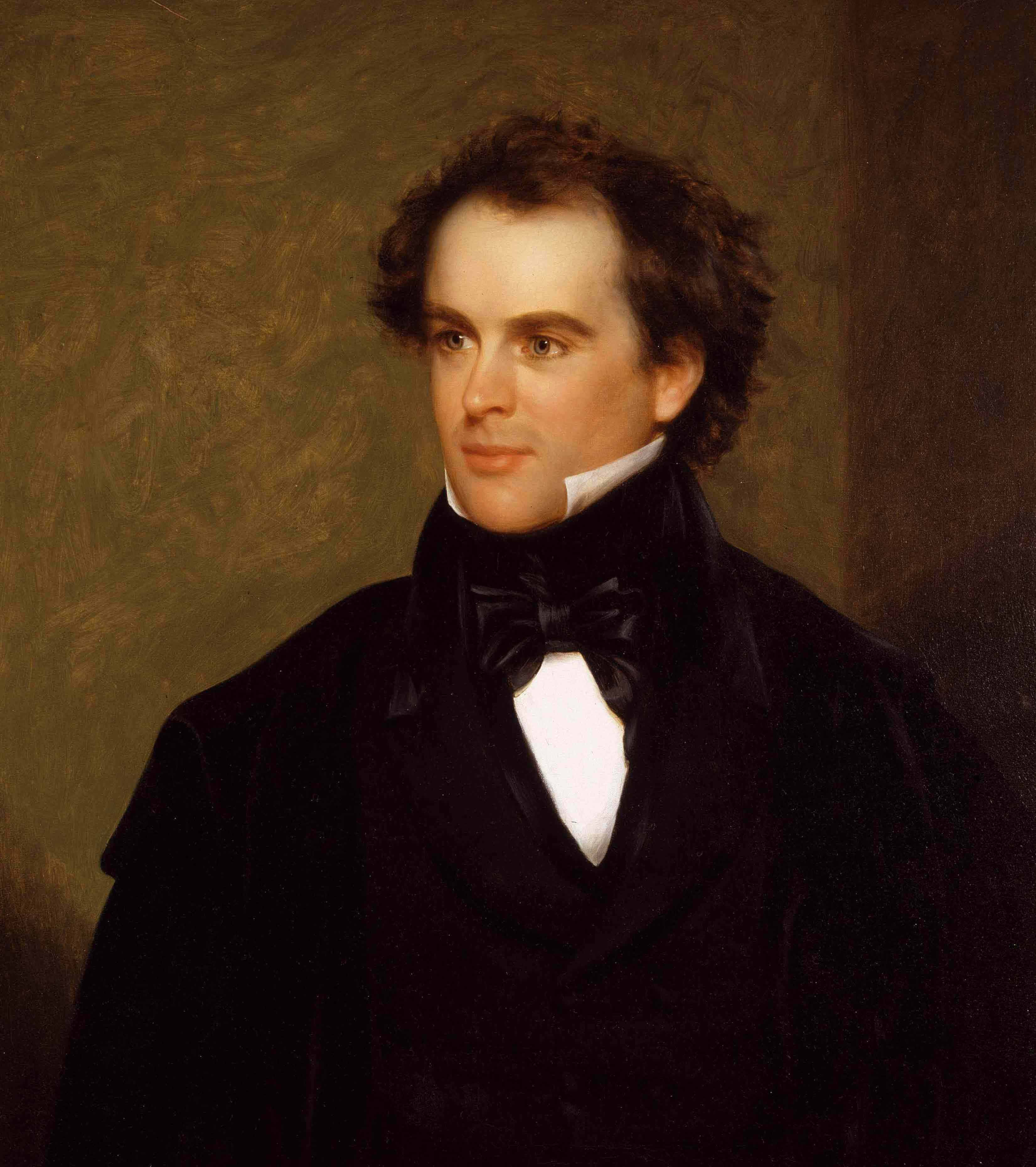
作家ナサニエル・ホーソーン(1804-1864)

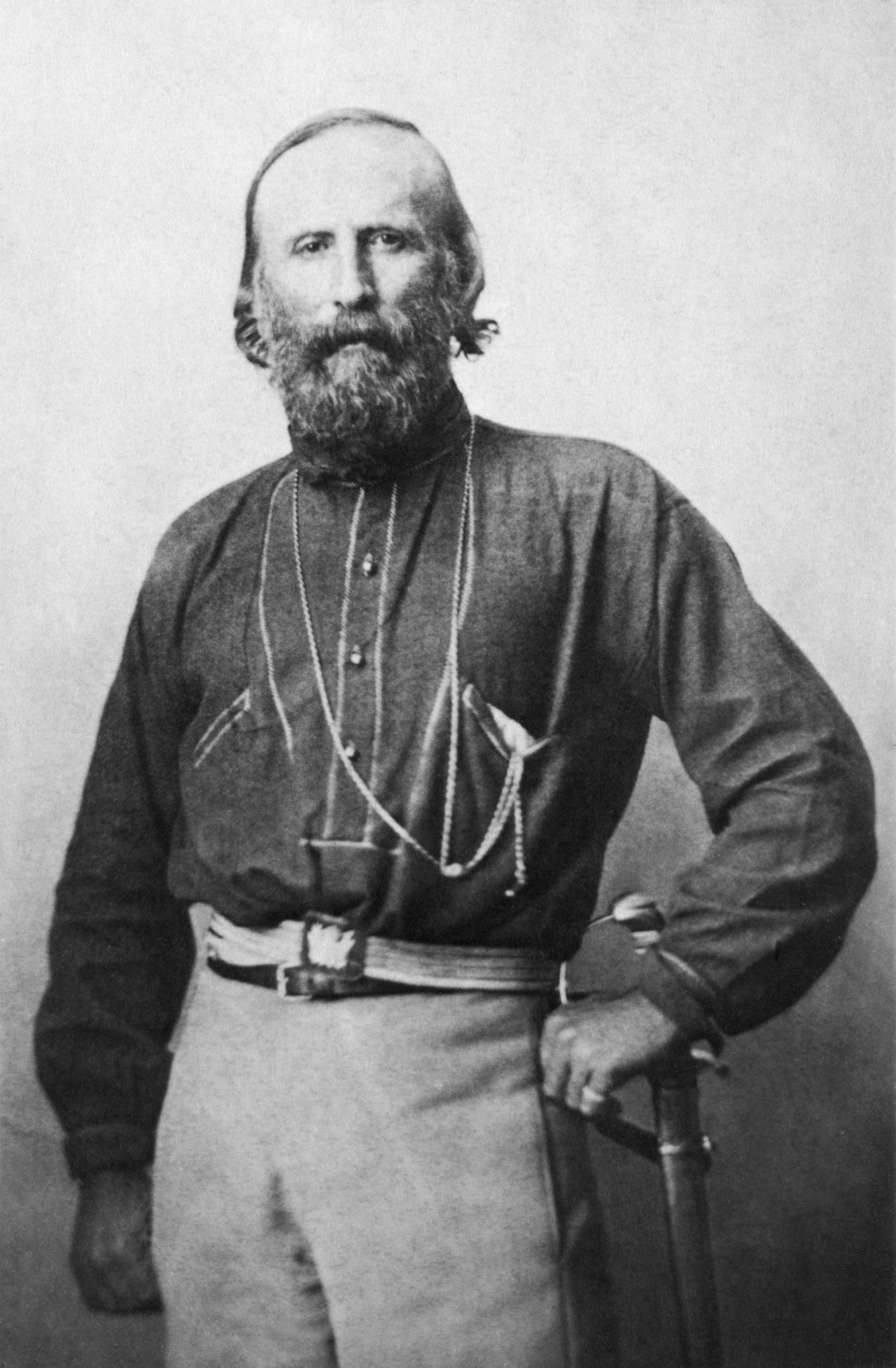
「イタリア統一の三傑」の1人、軍人ジュゼッペ・ガリバルディ(1807-1882)

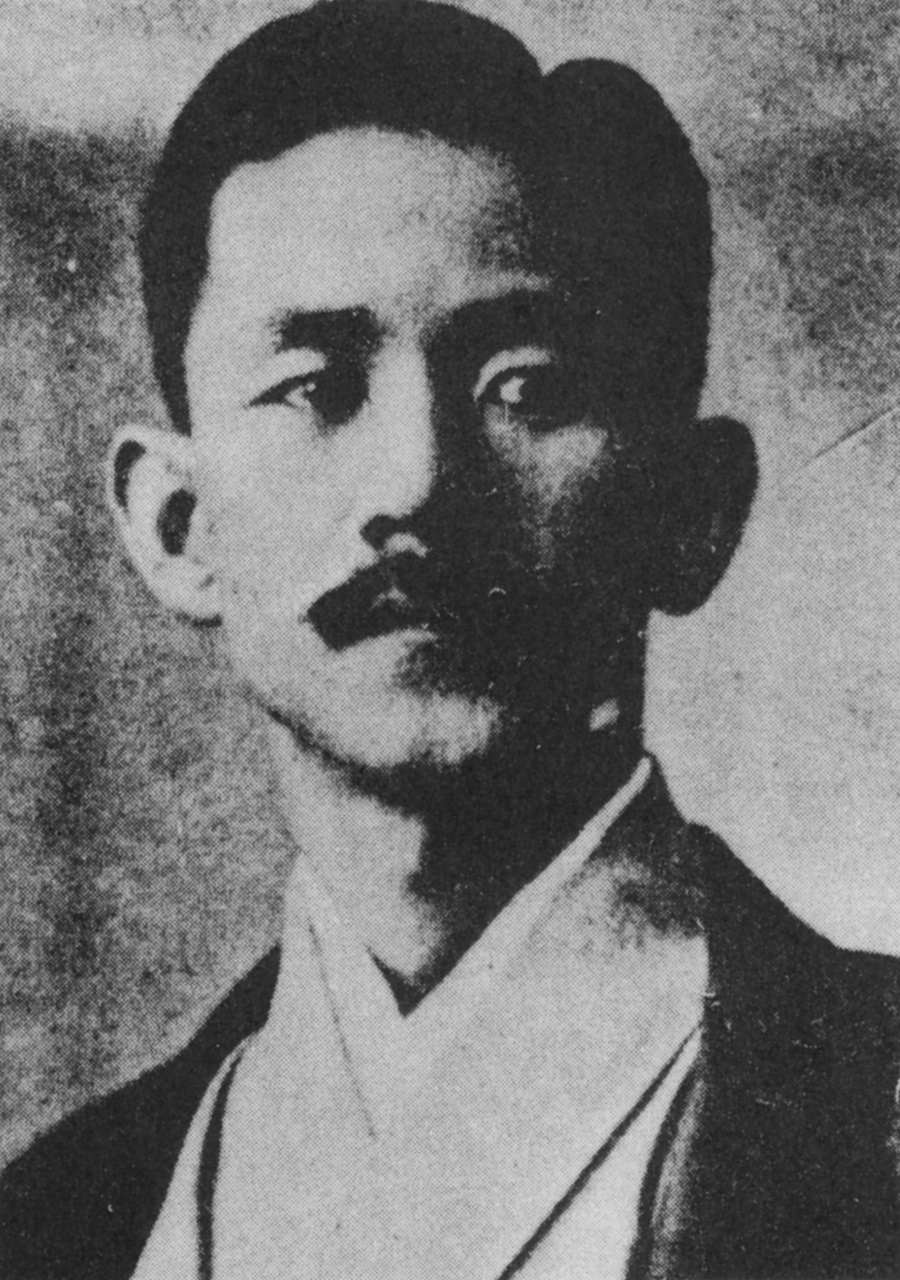
児童文学者、巖谷小波(1870-1933)

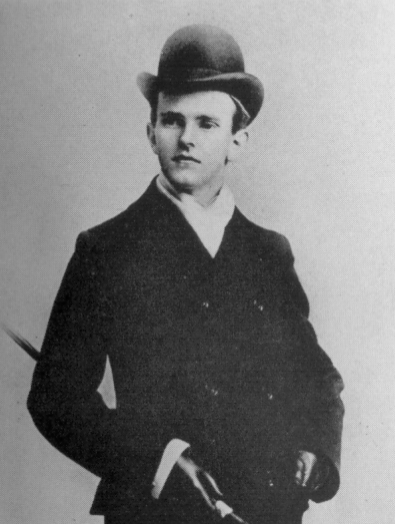
第30代アメリカ合衆国大統領、カルビン・クーリッジ(1872-1933)

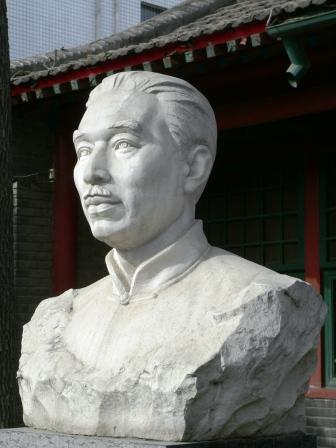
作家、茅盾(1896-1981)

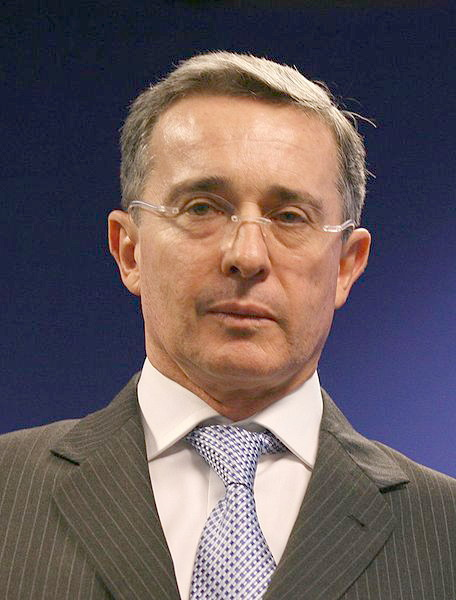
コロンビア第56代大統領、アルバロ・ウリベ(1952-)

- 1330年（元徳2年6月18日） - 足利義詮、室町幕府将軍（+ 1367年）
- 1643年（寛永20年5月19日） - 朽木稙昌、丹波国福知山藩初代藩主（+ 1714年）
- 1676年（延宝4年5月23日） - 細川有孝、肥後国宇土藩2代藩主（+ 1733年）
- 1685年（貞享2年6月3日） - 有馬頼旨、筑後国久留米藩5代藩主（+ 1706年）
- 1735年（享保20年5月14日） - 遠山友清、美濃国苗木藩9代藩主（+ 1781年）
- 1767年（明和4年6月9日） - 曲亭馬琴、読本作者（+ 1848年）
- 1789年 - ヨハン・フリードリヒ・オーファーベック、画家（+ 1869年）
- 1790年 - ジョージ・エベレスト、探検家、地理学者（+ 1866年）
- 1799年 - オスカル1世、スウェーデン王（+ 1859年）
- 1804年 - ナサニエル・ホーソーン、作家（+ 1864年）
- 1805年 - ルートヴィヒ・カール・ゲオルク・プファイファー、医師、植物学者、貝類学者（+ 1877年）
- 1807年 - ジュゼッペ・ガリバルディ、イタリア王国の英雄（+ 1882年）
- 1826年 - スティーブン・フォスター、作曲家（+ 1864年）
- 1834年（天保5年5月28日） - 松平定猷、伊勢国桑名藩3代藩主（+ 1859年）
- 1852年 - アルフレート・グリュンフェルト、ピアニスト、作曲家（+ 1924年）
- 1858年（安政5年5月24日） - 徳川義宜、第16代尾張藩主（+ 1875年）
- 1859年 - ミッキー・ウェルチ、プロ野球選手（+ 1941年）
- 1868年 - ヘンリエッタ・スワン・リービット、天文学者（+ 1921年）
- 1870年（明治3年6月6日） - 巖谷小波、作家（+ 1933年）
- 1872年 - カルビン・クーリッジ、政治家、アメリカ合衆国大統領（+ 1933年）
- 1880年 - ジョージ・マリン、元プロ野球選手（+ 1944年）
- 1881年 - ナターリヤ・ゴンチャローワ、美術家・デザイナー（+ 1962年）
- 1896年 - 茅盾、作家・社会活動家（+ 1981年）
- 1898年 - ガートルード・ウィーバー、元世界最高齢者（+ 2015年）
- 1900年 - 中谷宇吉郎、物理学者、随筆家（+ 1962年）
- 1902年 - マイヤー・ランスキー、ギャング（+ 1983年）
- 1906年 - ヴェロ・コプナー・ウィン＝エドワーズ、動物行動学者（+ 1997年）
- 1910年 - グロリア・スチュアート、女優（+ 2010年）
- 1910年 - チャンピオン・ジャック・デュプリー、ブルース・ピアニスト、シンガー（+ 1992年）
- 1912年 - 佐藤忠良、彫刻家（+ 2011年）
- 1916年 - アイヴァ・郁子・戸栗・ダキノ、アナウンサー（+ 2006年）
- 1919年 - 相澤英之、大蔵官僚、政治家、弁護士（* 2019年）
- 1920年 - 嘉手苅林昌、琉球民謡歌手（+ 1999年）
- 1921年 - ティボール・ヴァルガ、ヴァイオリニスト、指揮者（+ 2003年）
- 1924年 - 浅井守、元プロ野球選手
- 1926年 - アルフレッド・ディ・ステファノ、サッカー選手（+ 2014年）
- 1927年 - ニール・サイモン、劇作家、脚本家（+ 2018年）
- 1927年 - ジーナ・ロロブリジーダ、女優（+ 2023年）
- 1927年 - 若山彰、歌手（+ 1998年）
- 1928年 - ジャンピエロ・ボニペルティ、サッカー選手（+ 2021年）
- 1929年 - ピーター・アンジェロス、メジャーリーグベースボールのオーナー（+ 2024年）
- 1929年 - アル・デービス、アメリカンフットボールの元オーナー（+ 2011年）
- 1930年 - 岩崎寛弥、実業家（+ 2008年）
- 1930年 - ジョニー・サクストン、プロボクサー（+ 2008年）
- 1933年 - 篠原大作、俳優、声優、ナレーター（+ 2016年）
- 1938年 - 杉本公孝、元プロ野球選手
- 1938年 - ビル・ウィザース、シンガーソングライター（+ 2020年）
- 1938年 - 宮本征勝、元サッカー選手、指導者（+ 2002年）
- 1939年 - 三谷英夫、歯科医師
- 1940年 - 篠田勇、元プロ野球選手
- 1940年 - 渡辺博文、元プロ野球選手
- 1941年 - 杉山隆一、元サッカー選手、指導者
- 1942年 - フロイド・リトル、アメリカンフットボール選手（+ 2021年）
- 1943年 - ジェラルド・リベラ、ジャーナリスト、弁護士
- 1945年 - 湯口栄蔵、元サッカー選手（+ 2003年）
- 1946年 - 三浦真一郎、プロ野球審判員（+ 2000年）
- 1949年 - 飯森広一、漫画家（+ 2008年）
- 1950年 - 竹田和史、元プロ野球選手
- 1950年 - 清水透、元プロ野球選手
- 1950年 - 吉村健二、元プロ野球選手
- 1951年 - 赤羽博、TVディレクター、演出家
- 1952年 - アルバロ・ウリベ、政治家、第58代コロンビア大統領
- 1953年 - おりも政夫、タレント（フォーリーブス）
- 1956年 - デヴィッド・ニューマン、地理学者
- 1957年 - 眞野あずさ、女優
- 1958年 - あいざわ元気、タレント、パーソナリティ
- 1958年 - 上野克二、元プロ野球選手
- 1958年 - 続木敏之、元プロ野球選手
- 1958年 - 春けいこ、漫才師
- 1958年 - 宮岡寛、ゲームクリエイター
- 1959年 - 杉谷実、元プロボクサー
- 1960年 - みず谷なおき、漫画家（+ 1999年）
- 1960年 - 山本巧次、小説家、推理作家
- 1960年 - 吉満寛人、俳優
- 1961年 - 井上富雄、ミュージシャン
- 1961年 - マーガレット・エドソン、劇作家
- 1961年 - 板沢峰生、プロ野球選手（+ 1980年）
- 1962年 - 真山仁、作家
- 1962年 - MAX渡辺、プロモデラー、実業家、マックスファクトリー代表
- 1963年 - 大杉君枝、アナウンサー（+ 2007年）
- 1963年 - ウテ・レンパー、シャンソン歌手
- 1964年 - 西川浩幸、俳優
- 1964年 - 小指徹、元陸上競技選手、東京農業大学陸上競技部男子長距離ブロック監督
- 1965年 - エリック・ヨーンセン、スキージャンプ選手
- 1965年 - 田村智子、政治家
- 1965年 - ホーレス・グラント、バスケットボール選手
- 1967年 - ビニー・カスティーヤ、元プロ野球選手
- 1967年 - ひかわ博一、漫画家
- 1968年 - 清水直子、ヴィオラ奏者
- 1969年 - ヒロコ・グレース、女優
- 1969年 - 三村智保、 囲碁棋士
- 1970年 - 原﨑智仁、政治家
- 1970年 - 宮本愛子、元アナウンサー
- 1971年 - 中原果南、女優
- 1972年 - トミオ・オカムラ、実業家、政治家
- 1972年 - ケンドーコバヤシ、お笑いタレント
- 1972年 - 清水久詞、調教師
- 1973年 - 井原慶子、レーサー
- 1973年 - アンジェリカ・クリロワ、フィギュアスケート選手
- 1973年 - 野月浩貴、将棋棋士
- 1973年 - GACKT、ミュージシャン、俳優
- 1974年 - 闘牙進、元大相撲力士、年寄20代千田川
- 1974年 - 田野瀬太道、政治家
- 1974年 - アンソニー・リュウ、フィギュアスケート選手
- 1975年 - 中川貴志、お笑いタレント
- 1975年 - 平馬淳、元野球選手
- 1975年 - かわむら拓央、声優
- 1976年 - 伊澤一葉、ピアニスト
- 1976年 - 竹内幸輔、声優（+ 2022年）
- 1976年 - 加藤大治郎、レーサー（+ 2003年）
- 1977年 - ヨナス・キェルグレン、ミュージシャン、音楽プロデューサー、レコーディング・エンジニア
- 1977年 - 中村由利、アーティスト、作曲家（GARNET CROW）
- 1978年 - 村田雄介、漫画家
- 1978年 - ユーキあきら、漫画家
- 1978年 - 安井正規、電子オルガン奏者、作編曲家
- 1978年 - 小坂流加、小説家（+2017年）
- 1980年 - 新井里美、声優
- 1980年 - 炭竃智弘、編曲家、作曲家
- 1980年 - 前山田健一（ヒャダイン）、ミュージシャン、音楽プロデューサー
- 1981年 - 石井裕也、元プロ野球選手
- 1983年 - アーニャ・スパソイエビッチ、バレーボール選手
- 1983年 - ヴラディーミル・ベロモイン、フィギュアスケート選手
- 1983年 - セルジオ・サントス、プロ野球選手
- 1984年 - 赤西仁、歌手、タレント、俳優
- 1984年 - イ・ジェフン、俳優
- 1984年 - カズレーザー、お笑いタレント（メイプル超合金）
- 1984年 - 仲川希良、ファッションモデル
- 1984年 - 吉田圭、元プロ野球選手
- 1985年 - 扇愛奈、シンガーソングライター
- 1985年 - 賈徳龍、野球選手
- 1985年 - 塚本泰史、元サッカー選手
- 1985年 - 森善十朗、空手家
- 1986年 - 増田貴久、タレント、歌手（NEWS）
- 1986年 - あびる優、タレント
- 1986年 - 上本博紀、元プロ野球選手
- 1986年 - 内田好治、元プロ野球選手
- 1987年 - 松井絵里奈、タレント
- 1987年 - 小池由、モデル、女優
- 1989年 - 竹原三貴、プロボウリング選手
- 1989年 - ジャバリ・ブラッシュ、プロ野球選手
- 1989年 - ユン・ドゥジュン、歌手
- 1990年 - 清浦夏実、女優、歌手（TWEEDEES）
- 1990年 - 咲世子、女優、ファッションモデル、タレント
- 1990年 - 町田啓太、俳優（劇団EXILE）
- 1990年 - 山田直輝、サッカー選手
- 1990年 - 岡田愛マリー、アナウンサー
- 1990年 - ダフィット・クロス、俳優
- 1990年 - ガブリエル・リマ・オリヴェイラ、サッカー選手
- 1991年 - 倉田みな、グラビアアイドル、歌手
- 1991年 - 森山るり、タレント、キャスター
- 1992年 - 星野光樹、お笑いタレント（Gパンパンダ）
- 1992年 - 前野るみえ、タレント
- 1992年 - マイク・フォード、プロ野球選手
- 1994年 - 樋口龍之介、プロ野球選手
- 1995年 - ポスト・マローン、ラッパー
- 1996年 - 高杉真宙、俳優
- 1996年 - 阿武咲奎也、元大相撲力士
- 1996年 - 桒原樹、元プロ野球選手
- 1996年 - 栗原陵矢、プロ野球選手
- 1997年 - 石原める、元AV女優、元アイドル
- 1997年 - 高萩千夏、アイドル（アップアップガールズ（2））
- 1998年 - 髙田萌生、元プロ野球選手
- 1998年 - 京山将弥、プロ野球選手
- 1999年 - 菊地最愛、アイドル、歌手（BABYMETAL、元さくら学院）
- 1999年 - 小珠ひかる、声優（アース・スター ドリーム）
- 1999年 - 松﨑涼佳、アナウンサー
- 2000年 - 池江璃花子、競泳選手
- 2000年 - ジェニス、アイドル（BNK48）
- 2000年 - 嶺百花、アナウンサー
- 2002年 - ジッブ、アイドル（BNK48）
- 2003年 - 岸本遼太郎、陸上競技選手
- 2004年 - 大友樹乃、ファッションモデル
- 2006年 - 服部樹咲、女優
- 生年不詳 - 有栖妃華、女優、宝塚歌劇団雪組
- 生年不詳 - 深野香、作詞家

## 忌日

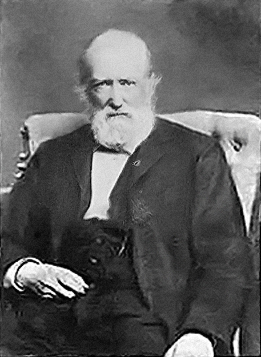
作家テオドール・シュトルム(1817-1888)

- 966年 - ベネディクトゥス5世、第132代ローマ教皇
- 1187年 - ルノー・ド・シャティヨン、十字軍の騎士（* 1125年頃）
- 1333年（正慶2年/元弘3年5月22日） - 北条基時、鎌倉幕府第13代執権（* 1286年）
- 1333年（正慶2年/元弘3年5月22日） - 北条高時、鎌倉幕府第14代執権（* 1303年）
- 1333年（正慶2年/元弘3年5月22日） - 北条貞顕、鎌倉幕府第15代執権（* 1278年）
- 1336年（建武3年/延元元年5月25日） - 楠木正成、武将（* 1294年）
- 1336年（建武3年/延元元年5月25日） - 楠木正季、武将
- 1541年 - ペドロ・デ・アルバラード、探検家（* 1485年）
- 1582年（天正10年6月15日）- 明智秀満、戦国武将（* 1536年）
- 1592年 - フランチェスコ・バッサーノ・イル・ジョーヴァネ、画家（* 1549年）
- 1603年 - フィリップ・デ・モンテ、作曲家（* 1521年）
- 1609年（慶長14年6月3日） - 板部岡江雪斎、武将（* 1537年）
- 1623年 - ウィリアム・バード、作曲家（* 1543年）
- 1639年 - ペトロ・カスイ・岐部、カトリック司祭、イエズス会士
- 1696年（元禄9年6月6日） - 稲葉正則、江戸幕府老中、小田原藩主（* 1623年）
- 1742年 - ルイージ・グイード・グランディ（英語版）、司祭、数学者（グランディ級数）（* 1671年）
- 1755年（宝暦5年5月25日） - 平田靱負、薩摩藩家老（* 1704年）
- 1761年 - サミュエル・リチャードソン、小説家（* 1689年）
- 1780年 - カール・アレクサンダー・フォン・ロートリンゲン、スペイン領ネーデルラント総督（* 1712年）
- 1826年 - ジョン・アダムズ、政治家、第2代アメリカ合衆国大統領（* 1735年）
- 1826年 - トーマス・ジェファーソン、政治家、第3代アメリカ合衆国大統領（* 1743年）
- 1831年 - ジェームズ・モンロー、政治家、第5代アメリカ合衆国大統領（* 1758年）
- 1831年（天保2年5月25日） - 井伊直中、第14代彦根藩主（* 1766年）
- 1841年（天保12年5月16日） - 池田斉訓、第9代鳥取藩主（* 1820年）
- 1848年 - フランソワ＝ルネ・ド・シャトーブリアン、作家・政治家（* 1768年）
- 1861年（文久元年5月27日） - 阿部正教、第8代備後福山藩主（* 1840年）
- 1883年 - 第7代マールバラ公ジョン・スペンサー＝チャーチル、政治家、貴族（* 1822年）
- 1888年 - テオドール・シュトルム、小説家（* 1817年）
- 1891年 - ハンニバル・ハムリン、政治家、第15代アメリカ合衆国副大統領（* 1809年）
- 1901年 - ヨハネス・シュミット、言語学者（* 1843年）
- 1902年 - エルヴェ・フェイ、天文学者（* 1814年）
- 1902年 - ヴィヴェーカーナンダ、ヨーガ・ヴェーダーンタ学派指導者（* 1862年）
- 1903年 - 響舛市太郎、大相撲力士（* 1859年）
- 1910年 - ジョヴァンニ・スキアパレッリ、天文学者（* 1835年）
- 1922年 - ロタール・フォン・リヒトホーフェン、エース・パイロット（* 1894年）
- 1925年 - ジョージ・ダービー、元プロ野球選手（* 1857年）
- 1926年 - シャルル・ルルー、作曲家（* 1851年）
- 1931年 - エマヌエーレ・フィリベルト・ディ・サヴォイア＝アオスタ、イタリア王族（* 1869年）
- 1934年 - マリ・キュリー、化学者（* 1867年）
- 1934年 - ハイム・ナフマン・ビアリク、ヘブライ語詩人（* 1873年）
- 1938年 - スザンヌ・ランラン、テニス選手（* 1899年）
- 1938年 - オットー・バウアー、政治家、社会学者、哲学者（* 1881年）
- 1939年 - ルイス・ウェイン、画家（* 1860年）
- 1943年 - ヴワディスワフ・シコルスキ、ポーランド亡命政府首相（* 1881年）
- 1956年 - 三木武吉、政治家（* 1884年）
- 1956年 - 佐藤垢石、随筆家（* 1888年）
- 1962年 - トーマス・シー、天文学者（* 1866年）
- 1969年 - アーウィン・ブルーメンフェルド、写真家（* 1897年）
- 1970年 - バーネット・ニューマン、美術家（* 1905年）
- 1971年 - オーガスト・ダーレス、小説家（* 1909年）
- 1976年 - 石原謙、キリスト教神学者（* 1882年）
- 1976年 - ヨナタン・ネタニヤフ、軍人（* 1946年）
- 1980年 - グレゴリー・ベイトソン、人類学、言語学、社会学、サイバネティックス研究者（* 1904年）
- 1981年 - 木村功、俳優（* 1923年）
- 1987年 - ベンクト・ストレームグレン、天体物理学者（* 1908年）
- 1988年 - アドリアン・アドニス、プロレスラー（* 1953年）
- 1992年 - アストル・ピアソラ、バンドネオン奏者 （* 1921年）
- 1992年 - 柏龍成彦、元大相撲力士（*1930年）
- 1993年 - ロマン・カチャーノフ、アニメーション監督（* 1921年）
- 1994年 - 中山正嘉、元プロ野球選手（* 1917年）
- 1995年 - ボブ・ロス、画家（* 1942年）
- 1997年 - 堀内平八郎、浜松ホトニクス創業者　（* 1915年）
- 1998年 - 水木かおる、作詞家（* 1926年）
- 1998年 - 森徹、スキー選手（* 1973年）
- 1999年 - 土田國保、警察官僚、第70代警視総監、第4代防衛大学校長（* 1922年）
- 2000年 - 植田正治、写真家（* 1913年）
- 2001年 - 江川卓、ロシア文学者（* 1927年）
- 2002年 - ベンジャミン・デイヴィス・ジュニア、軍人、米国空軍大将（* 1912年）
- 2002年 - ローラン・シュヴァルツ、数学者（* 1915年）
- 2002年 - 向坊隆、応用化学者、元東京大学総長（* 1917年）
- 2002年 - 伊東一雄（パンチョ伊東）、パシフィック・リーグ広報部長、野球解説者（* 1934年）
- 2002年 - 鈴木正、元プロ野球選手（* 1941年）
- 2003年 - アルミン・モーラー、評論家、思想史家（* 1920年）
- 2003年 - バリー・ホワイト、ソウルミュージック歌手、音楽プロデューサー（* 1944年）
- 2005年 - トーマス・カクシュカ、ヴィオラ奏者（* 1940年）
- 2006年 - 和田耕作、政治家（* 1907年）
- 2006年 - ラーシュ・コルヴァール、政治家、ノルウェー首相（* 1916年）
- 2007年 - 飯田深雪、料理研究家（* 1903年）
- 2007年 - 児玉幸多、歴史学者、元学習院大学学長・学習院女子短期大学学長（* 1909年）
- 2008年 - イヴリン・キース、女優（* 1916年）
- 2008年 - 小池欣一、内閣官房副長官（* 1919年）
- 2008年 - ジェシー・ヘルムズ、アメリカ合衆国上院議員（* 1921年）
- 2008年 - ヤンウィレム・ヴァン・デ・ウェテリンク、作家（* 1931年）
- 2008年 - トマス・M・ディッシュ、SF作家（* 1940年）
- 2009年 - 鈴木ヨチ、アイヌ文化伝承者、元北海道ウタリ協会（現北海道アイヌ協会）理事（* 1926年）
- 2009年 - スティーブ・マクネア、アメリカンフットボール選手 （* 1973年）
- 2010年 - 川勝堅二、銀行家、元三和銀行頭取（* 1924年）
- 2010年 - ムハンマド・フセイン・ファドラッラー、イスラム教シーア派最高位権威法学者（* 1935年）
- 2010年 - 中村生雄、民俗学者（* 1946年）
- 2011年 - オットー・フォン・ハプスブルク 、欧州議会議員（* 1912年）
- 2012年 - 伊藤清、元軍人、大日本帝國海軍戦闘機操縦士（* 1921年）
- 2012年 - 武田郁夫、技術者、実業家、タケダ理研工業（現アドバンテスト）創業者（* 1923年）
- 2012年 - 柳家とし松、曲芸師（* 1940年）
- 2013年 - 山本博、ジャーナリスト、元朝日学生新聞社社長（* 1942年）
- 2013年 - バーナデット・テレス・ノーラン、歌手、女優、タレント（* 1960年）
- 2014年 - リチャード・メロン・スカイフ、実業家（* 1932年）
- 2016年 - 矢野恒夫、実業家、元電気化学工業社（現デンカ）社長（* 1930年）
- 2016年 - アッバス・キアロスタミ、映画監督（* 1940年）
- 2017年 - 原子朗、詩人、日本近代文学研究家、早稲田大学名誉教授（* 1924年）
- 2017年 - 船井哲良、実業家、船井電機創業者（* 1927年）
- 2017年 - 吉野正敏、地理学者、気象学者、気候学者、筑波大学名誉教授（* 1928年）
- 2017年 - 呉屋秀信、実業家、慈善活動家、金秀グループ創業者（* 1928年）
- 2017年 - ジーン・コンリー、元プロ野球選手、元プロバスケットボール選手（* 1930年）
- 2017年 - くりた陸、漫画家（* 1962年）
- 2018年 - ロビー・ミューラー、撮影監督（* 1940年）
- 2019年 - 小沢健志、写真評論家（* 1925年）
- 2019年 - 小川英次、経営学者、名古屋大学名誉教授、第6代中京大学学長（* 1931年）
- 2019年 - ロバート・F・マークス、海洋考古学者、歴史家（* 1933年）
- 2020年 - マーサ・ロチャ、モデル（* 1936年）
- 2020年 - 月城小夜子、喜劇役者、女優（* 生年不詳）
- 2021年 - サンフォード・クラーク、歌手、ギタリスト（* 1935年）
- 2021年 - 野村一成、外交官（* 1940年）
- 2021年 - リック・レアード、ベーシスト（* 1941年）
- 2021年 - 中山ラビ、シンガーソングライター（* 1948年）
- 2021年 - マイダルジャヴィン・ガンゾリグ、宇宙飛行士（* 1949年）
- 2022年 - 千田一路、俳人（* 1929年）
- 2022年 - モナ・ハモンド、女優（* 1931年）
- 2022年 - リチャード・J・バーンスタイン、哲学者（* 1932年）
- 2022年 - 斎藤邦彦、外交官、元外務事務次官（* 1935年）
- 2022年 - 山本コウタロー、歌手、政治活動家、環境学者、白鷗大学名誉教授（* 1948年）
- 2022年 - 嵐ヨシユキ、音楽プロデューサー、歌手、ドラマー（横浜銀蝿）（* 1955年）
- 2023年 - 吉田正彦、バスケットボール選手、指導者（* 1941年）
- 2023年 - ヤンドー・イェネー、ピアニスト（* 1952年）
- 2023年 - ジョン・ベリルソン、実業家、チェストナットベンチャーズ創業者（* 1953年）
- 2024年 - 赤塚真人、俳優（* 1951年）
- 2025年 - 今井千鶴子、俳人（* 1928年）
- 2025年 - 世良洋子、アナウンサー（* 1943年）
- 2025年 - マーク・スノウ、作曲家（* 1946年）
- 2025年 - ボビー・ジェンクス、元プロ野球選手（* 1981年）

## 記念日・年中行事
- 独立記念日（ アメリカ合衆国）
1776年のこの日、アメリカ独立宣言が公布され、アメリカ合衆国が誕生した。1818年以降、過去1年間に州の数が増えた場合には、この日にアメリカ国旗（星条旗）の星の数が増やされている。
  - ネイサンズ国際ホットドッグ早食い選手権（ アメリカ合衆国）
毎年アメリカ独立記念日にちなんで開催されるホットドッグの早食い大会。
- フィリピン・アメリカ友好記念日（ フィリピン、1964年 - ）
1946年のこの日、フィリピン共和国がアメリカから独立した。当初はこの日を独立記念日としていたが、1964年から独立記念日は1898年にフィリピン革命軍の最高指導者エミリオ・アギナルド将軍がフィリピン第一共和国の独立を宣言した6月12日となり、7月4日は比米友好記念日となった。
- 自由の日（ ルワンダ）
- 梨の日（ 日本）
鳥取県東郷町（現・湯梨浜町）の「東郷町二十世紀梨を大切にする町づくり委員会」が2004年（平成16年）に制定。日付は、「な(7)し(4)」の語呂合わせから[18]。
- 恩納もずくの日（ 日本）
恩納村漁業協同組合と株式会社井ゲタ竹内（鳥取県境港市）が制定。恩納村でしか取れない「恩納もずく」のおいしさを多くの人に知ってもらうことが目的。日付は2011年のこの日、「恩納もずく」が農林水産省で褐藻類として初めて品種登録されたことから[19]。